# 阿尔托大学站
阿尔托大学地铁站（芬蘭語：Aalto-yliopiston metroasema），是芬兰赫爾辛基地鐵西部延展线（西线地铁）的地下车站。该站开通于2017年11月18日，位于塔皮奥拉站东北1.7公里、凯拉半岛站西北1.4公里处。

## 图集

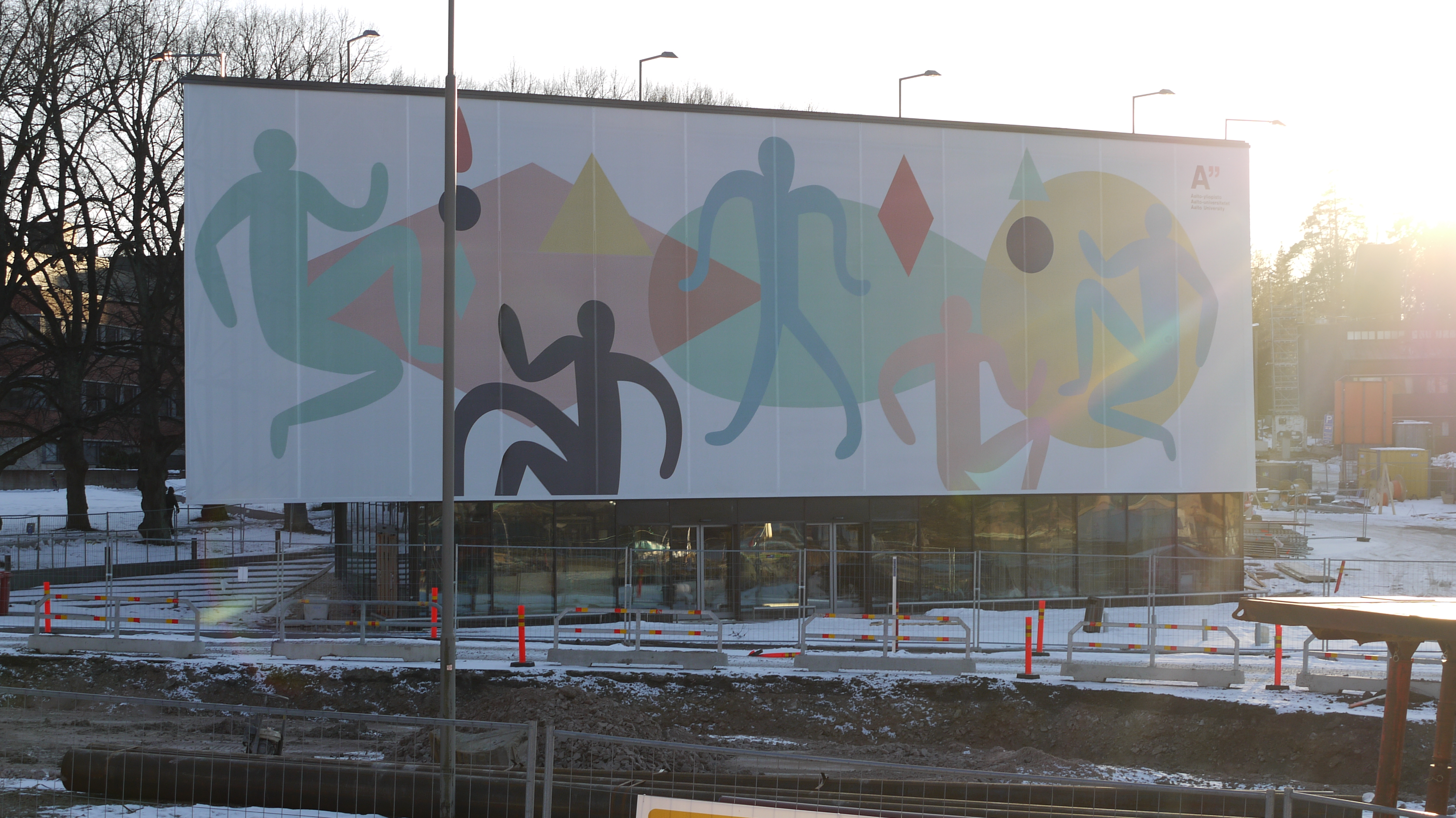
2016年2月时的地铁站主入口
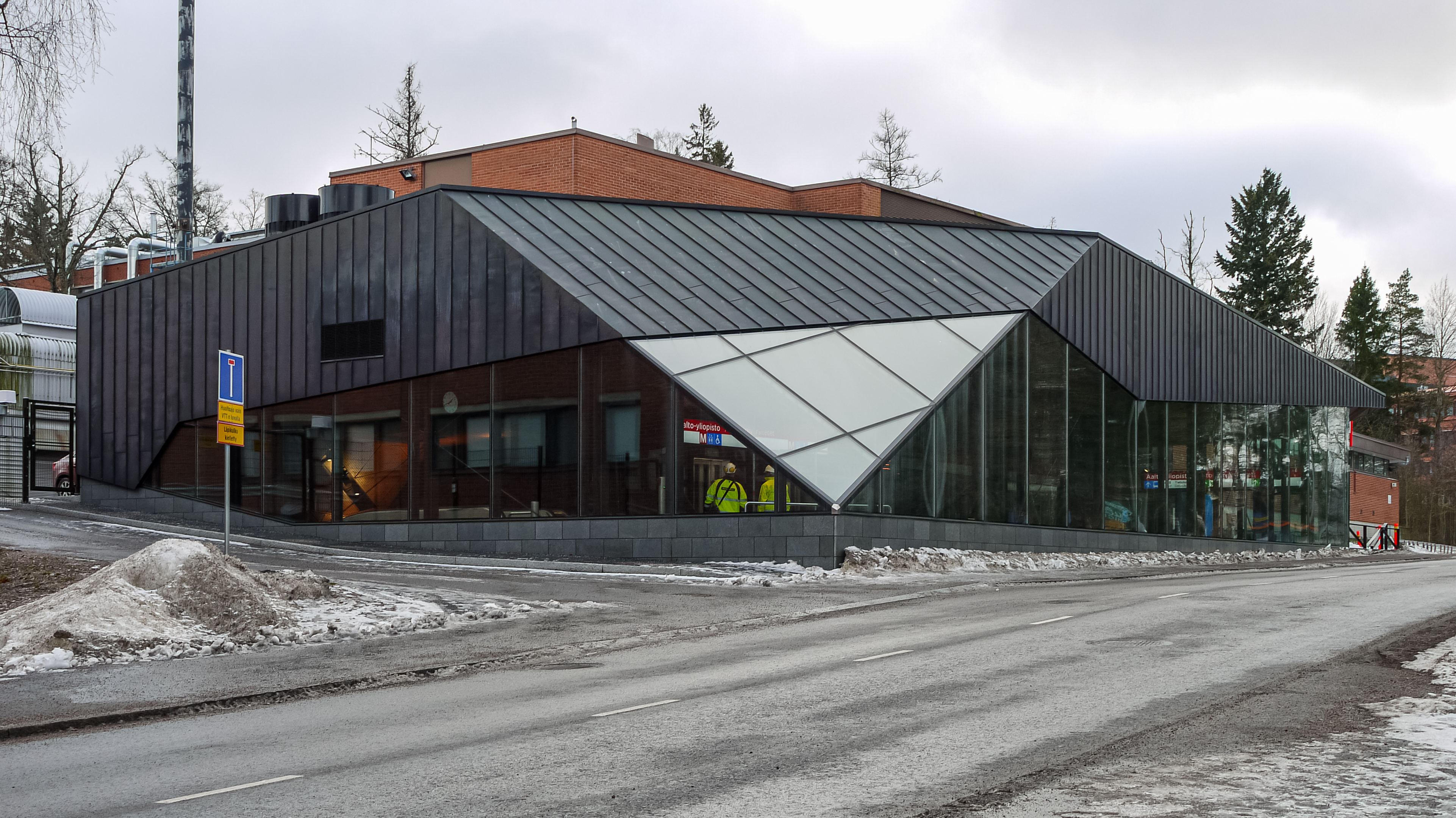
2017年1月时的另一入口处
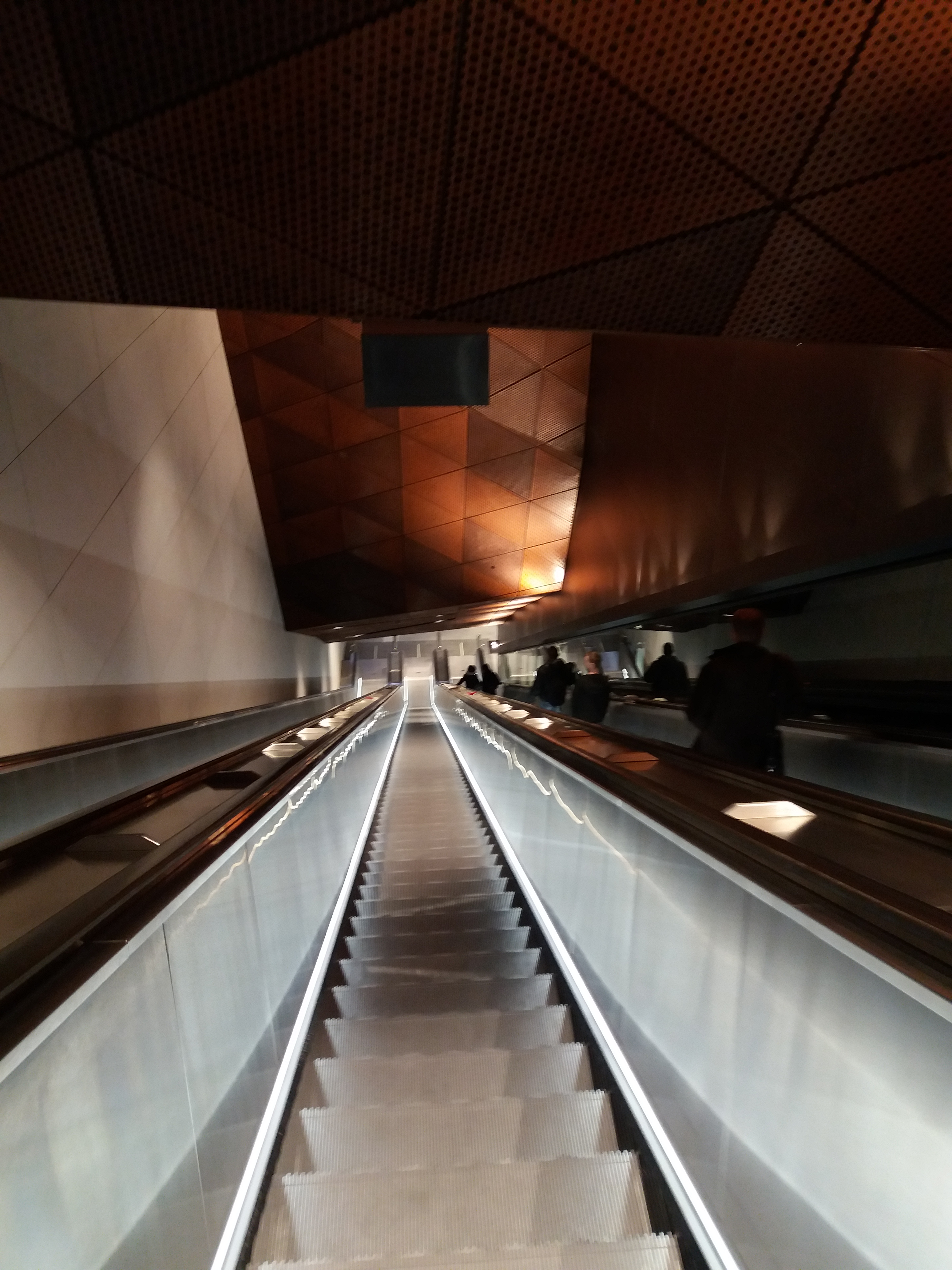
扶梯